# Селиба (Быховский район)
Селиба (ранее - Вьюновский Прудок, Вьюновская Селиба, бел. Сяліба, раней - Уюноўскі Прудок, Уюноўская Сяліба) — деревня в составе Холстовского сельсовета Быховского района Могилёвской области Республики Беларусь.

## История
В 1907 году действовала школа (в 1913 году 26 мальчиков и 21 девочка), которая размещалась в хате мещанина Данилы Станкевича.

## Население
- 2010 год — 13 человек